# جان بيار بليس
جان بيار بليس هو محامي كندي، ولد في 1960.